# Pawina Thongsuk
Pawina Thongsuk (n. 18 aprilie 1979, Districtul Sikhoraphum, Provincia Surin, Thailanda) este o sportivă ce a reprezentat Thailanda, medaliată olimpică. A participat la 2 ediții ale Jocurilor Olimpice (2000, 2004) în care a câștigat o medalie de aur.